# Omar Lombardi
Omar Lombardi (né le 16 septembre 1989 à Manerbio) est un coureur cycliste italien.

## Biographie
Fin 2014, La Gazzetta dello Sport révèle qu'il fait partie des clients du controversé médecin italien Michele Ferrari.

## Palmarès
- 2006
  - 4e étape du Tre Ciclistica Bresciana
  - 2e du Tre Ciclistica Bresciana
- 2007
  - Trophée de la ville d'Ivrea
  - 2e du Tre Ciclistica Bresciana
  - 3e du Trophée de la ville de Loano
  - 3e de la Coppa Valsenio
- 2010
  - 1re étape du Girobio
  - Gran Premio Sportivi San Vigilio

## Classements mondiaux
| Année           | 2008  | 2009 | 2010 | 2011 |
| --------------- | ----- | ---- | ---- | ---- |
| UCI Asia Tour   |       |      |      | 103e |
| UCI Europe Tour | 1217e | 838e | 782e |      |